# Rivolta di Kronštadt
La Rivolta di Kronštadt (in russo: Кронштадтское восстание) del 1921 fu un'insurrezione condotta dagli stessi marinai (che per la maggior parte provenivano da famiglie contadine) e dai soldati russi che avevano contribuito alla riuscita della Rivoluzione di ottobre, uniti con i cittadini di Kronštadt contro il potere centrale bolscevico di Lenin, e a favore di un autogoverno basato su coordinamenti dei lavoratori di tipo federale e libertario, in quanto gli stessi si erano dispersi su tutto il territorio sovietico durante la guerra civile e molti di essi erano caduti in combattimento.

## Gli eventi
(Slogan della rivolta)
Kronštadt era stata, nel 1905, già teatro dei prodromi rivoluzionari, poi repressi nel sangue dalle truppe zariste, e divenuta successivamente terra di confino per gli oppositori, configurandosi come una protagonista della Rivoluzione russa del 1905. I marinai erano stati onorati da Trockij come «valore e gloria della Russia rivoluzionaria».
Nella prima metà del 1917, nell'ambito della Rivoluzione di febbraio che aveva già portato alla caduta dell'Impero zarista, venne proclamata la nascita della Repubblica di Kronštadt, che già indicava un orientamento federalista, progressivamente orientata a un socialismo più umano e meno autoritario, definibile come anarco-comunismo, o comunismo libertario. Nel corso dell'esperienza autonomista, vi furono interventi di abolizione della proprietà privata, ridistribuzione delle risorse e delle case ai cittadini, azioni di democrazia diretta di varia natura.
La vita partecipativa del soviet di Kronštadt godeva della disponibilità dell'enorme cortile interno della fortezza, capace di più di 30 000 posti, dove si svolgevano gli incontri ed i dibattiti dei comitati.
All'indomani della rivoluzione d'ottobre analoga esperienza da parte di un gruppo di marinai delusi dalle politiche del governo di Lenin (in particolare l'aver distribuito la terra in proprietà privata anziché collettivizzarla) si ritirano su un'isola del golfo di Finlandia fondandovi la Repubblica Sovietica di Naissaar, allo scopo di crearvi una "società ideale" di stampo comunista.
Nel pieno della rivolta contadina contro le requisizioni partita da Tambov (la più estesa e pericolosa dalla rivoluzione di ottobre, che coinvolge quasi mezza Russia etnica) e dopo che per l'intero mese di febbraio scioperi operai hanno scombussolato Pietrogrado, la ribellione ebbe luogo nel marzo del 1921 nella base navale di Kronštadt, situata sull'isola di Kotlin, di fronte a Pietrogrado, oggi San Pietroburgo. Le cause scatenanti furono le pessime condizioni di vita dovute al comunismo di guerra, imposto dai bolscevichi per vincere la guerra civile e più in generale l'assenza di dibattito partecipato e locale, nell'ambito del governo originato dalla rivoluzione, che prese qui una direzione libertaria. «Tutto il potere ai Soviet e non ai partiti» fu una delle parole d'ordine che schierarono la rivolta comunitaria in senso propriamente anarchico, in contrapposizione alla burocratizzazione e centralizzazione della maggior parte dell'azione conseguente alla rivoluzione d'ottobre.
Il giorno 1º marzo, nel corso di una pubblica assemblea, la guarnigione della base aveva approvato una risoluzione in 15 punti da proporre al governo bolscevico. Essa rilevava che i soviet non rappresentavano più gli interessi dei lavoratori e quindi andavano rieletti, sosteneva la necessità di aumentare il grado di partecipazione nella nuova società e metteva in discussione la politica economica del governo. Il giorno seguente i marinai si ammutinarono e formarono un comitato provvisorio. La rivolta venne coordinata principalmente dall'anarco-sindacalista Stepan Maksimovič Petričenko, già ingegnere appartenente all'equipaggio della nave da guerra Petropavlovsk.

### L'azione militare

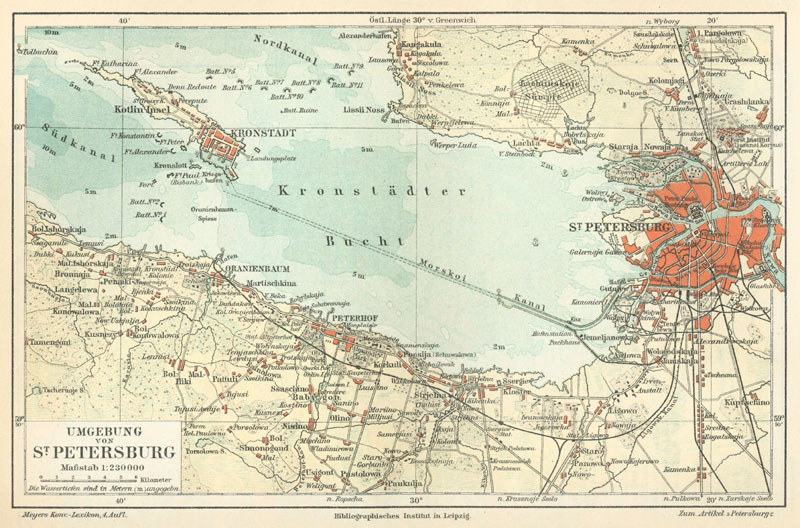
Mappa tedesca (1888) mostrante la posizione della base di Kronštadt rispetto a San Pietroburgo

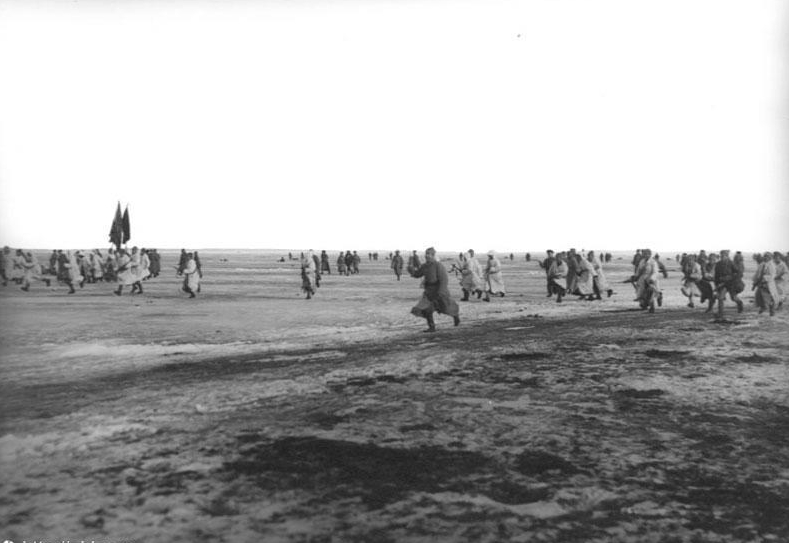
L'Armata Rossa attacca Kronštadt, muovendosi sui percorsi gelati delle acque del golfo

Le forze bolsceviche, in quei frangenti già variamente in lotta con rivolte della sinistra, di stampo libertario e socialista rivoluzionario, tra cui la guerra contro l'armata ucraina Machnovščina, ebbero mandato di sedare ogni insurrezionalismo. Nonostante diverse opposizioni interne al partito, e azioni di convincimento sul comitato centrale tra cui quelle di Emma Goldman e Aleksandr Berkman, la risoluzione del contrasto con l'intervento armato ebbe la meglio.
Il giorno 7 marzo l'Armata Rossa, guidata da Michail Tuchačevskij, attaccò Kronštadt, sfruttando il manto di ghiaccio che ancora copriva le acque di fronte a Pietrogrado. Tra il 17 e il 19 marzo i bolscevichi, a prezzo di molte perdite, riuscirono a penetrare nella base e arrestarono gli insorti, molti dei quali furono passati per le armi. Stepan Petričenko non venne catturato ma riparò in Finlandia, dove continuò l'azione politica contro i bolscevichi fino al 1940, anno della sua espulsione verso l'URSS per contrasti con il governo finlandese durante la guerra d'inverno russo-finnica. Deportato in campo di prigionia, lì morirà nel 1947.
Il bombardamento della base da parte dell'Armata Rossa comandata da Tuchačevskij e ordinato da Lev Trockij è visto da alcuni storici come l'evento che pone fine alla fase candida del periodo rivoluzionario in Russia.
Liquidato dai massimi dirigenti bolscevichi come una rivolta prettamente borghese, e considerato dagli anarchici come la "quarta rivoluzione russa" (dopo quella del 1905, di febbraio, e d'ottobre), definitivamente libertaria, vedendo in tale evento molto più che il caso localizzato e contingente al quale apparentemente si riduce storiograficamente. Una 4° rivoluzione, tentata come reazione alle politiche di un governo visto come causa di continue rivolte contadine e dei recenti scioperi operai; tentativo che nelle intenzioni, rovesciando i bolscevichi, avrebbe dovuto instaurare il comunismo definitivo evolvendo il comunismo "di guerra", attuando innanzitutto la collettivizzazione delle terre come soluzione definitiva alle continue rivolte contadine. Nonostante il fallimento, l'episodio contribuì ad aprire un dibattito sulla politica economica da seguire, tant'è vero che contemporaneamente Lenin convinse il partito a mettere fine all'economia di guerra e a dare inizio alla Nuova Politica Economica o NEP. Sebbene Lenin avesse inizialmente inteso la NEP come una fase di reflusso solo provvisoria e contingente indotta dall'emergenza, il sistema inizialmente praticato non fu più ripristinato; per questo, nonostante Karl Marx non abbia mai indicato precisamente in che cosa dovesse consistere in pratica il sistema comunista, gli interpreti marxisti "puristi" ritengono che l'abbandono del comunismo "di guerra" basato sul metodo distributivo del razionamento (ossia secondo loro del comunismo tout court, da evolvere in seguito ma non abbandonare totalmente come, secondo questa interpretazione,  fece Lenin) abbia rappresentato l'abbandono del sistema comunista. Essi non considerarono più tale quello che ne seguì, ma solo un capitalismo di stato sminuito come "leninismo", ritenendo assolutamente imprescindibile dal sistema comunista, l'abolizione del concetto stesso di "unità di conto" rappresentato dal denaro nel suo utilizzo come mezzo di scambio e di accumulazione di valore ("capitale"). Quindi era inconciliabile con il comunismo, la cui esistenza Marx implicitamente non avrebbe contemplato.

## Analisi
Nella sua analisi della ribellione, lo storico Paul Avrich ha scritto che i ribelli avevano scarse possibilità di successo, anche se il ghiaccio si fosse sciolto a loro favore e fossero arrivati gli aiuti. Kronstadt era impreparata, inopportuna e in inferiorità numerica rispetto a un governo che aveva appena vinto una guerra civile di dimensioni maggiori. Petrichenko, presidente del Comitato rivoluzionario di Kronstadt, condivideva questa critica retrospettiva. L'assistenza del generale Wrangel dell'Armata Bianca avrebbe richiesto mesi per essere mobilitata. Avrich riassume l'intero contesto nell'introduzione del suo libro Kronstadt, 1921:
La Russia sovietica del 1921 non era il Leviatano degli ultimi decenni. Era uno Stato giovane e insicuro, che doveva affrontare una popolazione ribelle in patria e nemici implacabili all'estero che desideravano vedere i bolscevichi estromessi dal potere. Ancora più importante, Kronstadt si trovava in territorio russo; ciò che i bolscevichi dovevano affrontare era un ammutinamento della loro stessa marina nel suo avamposto più strategico, a guardia degli accessi occidentali a Pietrogrado. Kronstadt, temevano, avrebbe potuto infiammare la Russia continentale o diventare il trampolino di lancio per un'altra invasione antisovietica. Vi erano prove sempre più evidenti che gli emigrati russi stavano cercando di aiutare l'insurrezione e di volgerla a proprio vantaggio. Non che le attività dei Bianchi possano giustificare le atrocità commesse dai bolscevichi contro i marinai. Ma rendono più comprensibile il senso di urgenza del governo nel reprimere la rivolta. Nel giro di poche settimane i ghiacci del golfo finlandese si sarebbero sciolti, e rifornimenti e rinforzi sarebbero potuti arrivare dall'Occidente, trasformando la fortezza in una base per un nuovo intervento. A parte l'aspetto propagandistico, Lenin e Trotsky sembrano essere stati sinceramente preoccupati da questa possibilità.